# Лангли Парк (Мериленд)
Лангли Парк (енгл. Langley Park) насељено је место без административног статуса у америчкој савезној држави Мериленд.

## Демографија
По попису из 2010. године број становника је 18.755, што је 2.541 (15,7%) становника више него 2000. године.
| Група             | 2000.          | 2010.          |
| Белци             | 881 (5,4%)     | 779 (4,2%)     |
| Афроамериканци    | 4.290 (26,5%)  | 3.084 (16,4%)  |
| Азијати           | 550 (3,4%)     | 548 (2,9%)     |
| Хиспаноамериканци | 10.294 (63,5%) | 14.359 (76,6%) |
| Укупно            | 16.214         | 18.755         |